# Vương quốc Sukhothai

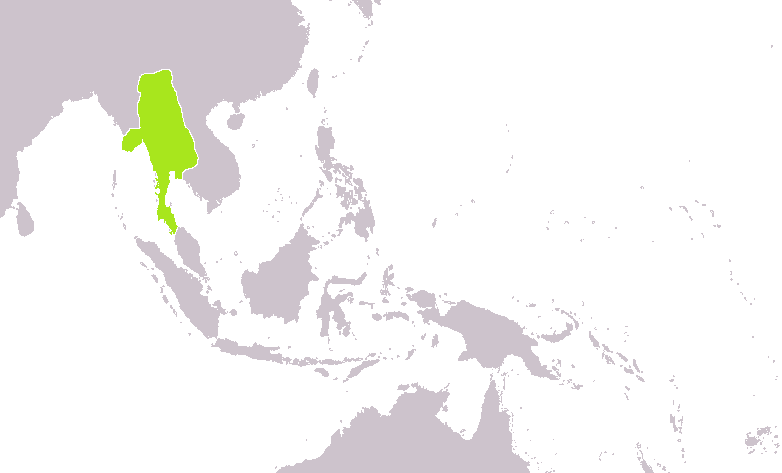
Cương vực của Sukhothai.

Xem các mục từ khác cũng có tên Sukhothai tại Sukhothai.
Vương quốc Sukhothai (tiếng Thái: อาณาจักรสุโขทัย, phát âm như A-na-chặc Xụ-khổ-thai; Hán-Việt: Tố Khả Thái 素可泰, phiên âm tiếng Việt: Su-khô-thay) là một vương quốc cổ của người Thái ở nửa phía Nam của vùng Bắc Thái Lan hiện đại. Vương quốc này tồn tại từ năm 1238 đến năm 1438. Kinh đô cũ của vương quốc này ngày nay ở vị trí của xã Muang Kao, cách thị trấn Sukhothai 12 km về phía tây. Nơi đây hiện là một công viên lịch sử lưu giữ các di tích của kinh thành cũ.

## Lịch sử
Cho đến đầu thế kỷ 13, người Thái dù đã định cư vững chắc ở miền Bắc Thái Lan ngày nay, song họ phải chịu sự chi phối của Đế quốc Khmer hùng mạnh. Tuy nhiên, Đế quốc Khmer đã bắt đầu suy yếu từ sau khi vua Jayavarman VII qua đời, khiến cho sức chi phối của người Khmer ở vùng đất người Thái định cư suy yếu đáng kể. Kết quả, năm 1238, Pho Khun Pha Muang là thủ lĩnh người Thái ở Lato (nay là Mueang Phetchabun, tỉnh Phetchabun, phía bắc Thái Lan) và Pho Khun Bang Klang Hao là thủ lĩnh người Thái ở Banyang (nay là Nakhonthai) đã cùng nhau đánh đuổi quân Khmer, tuyên bố độc lập, chiếm thành phố Sukhothai làm kinh đô của mình. Pho Khun Bang Klang Hao sau đó trở thành vị vua đầu tiên của Sukhothai, tự xưng là Pho Khun Si Indrathit (hay Intradit), lập niên triều đại đầu tiên của Sukhothai là Triều Phra Ruang. Sự kiện này về mặt truyền thống đã đánh dấu sự thành lập quốc gia Thái - Lào hiện nay, dù các vương quốc nổi tiếng của người Thái khác như Lan Na, Phayao, Chiang Saen, Muang Sua, Heokam, Mong Mao cũng được lập vào khoảng cùng thời gian tranh thủ khoảng trống quyền lực ở khu vực do việc Đế quốc Mông Cổ xuôi dòng Mê Kông tấn công Đế quốc Khmer rồi rút về.

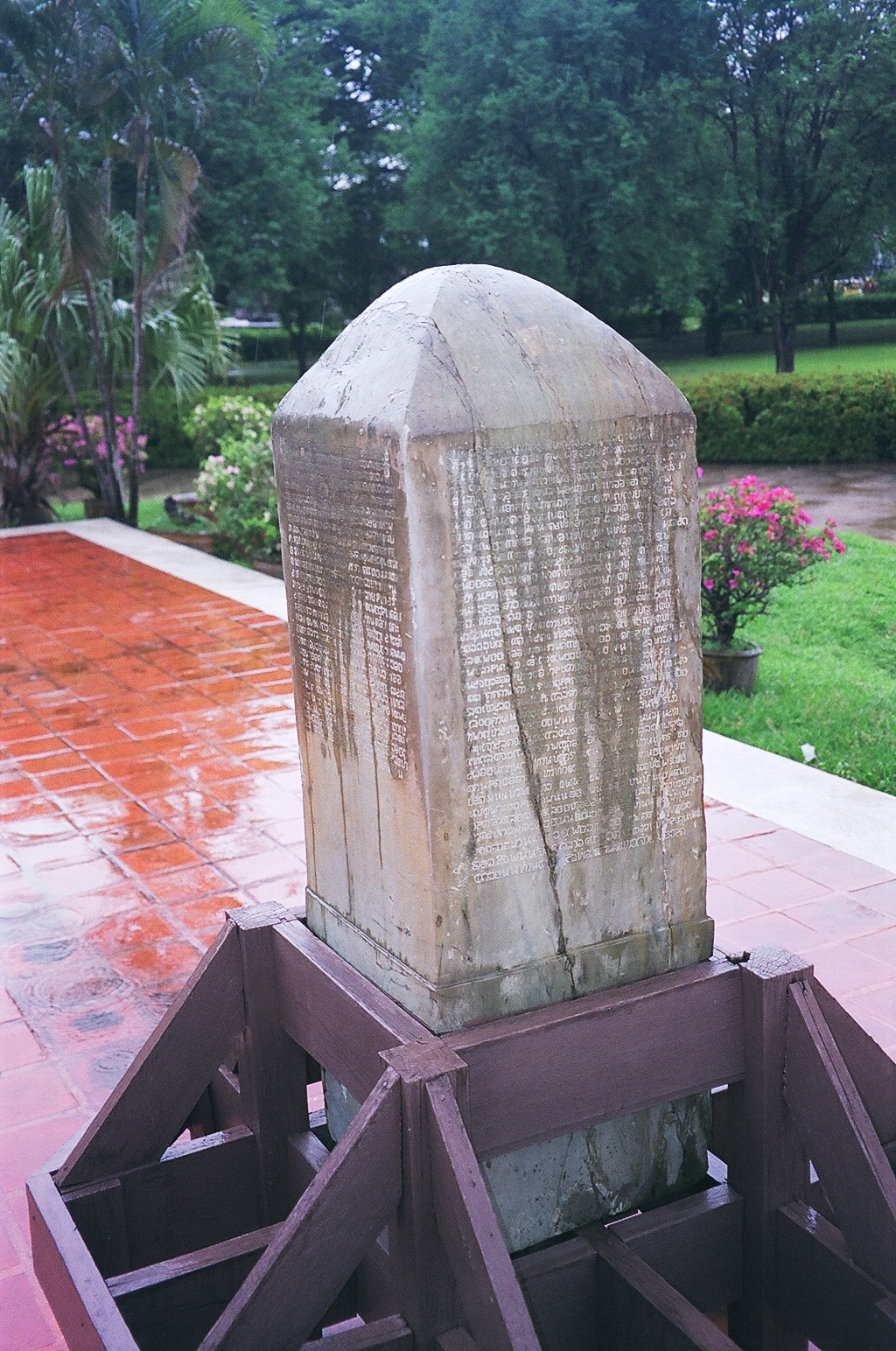
Bản sao của Silajaruek Pokhun Ramkamhaeng

Sukhothai mở rộng bằng cách tạo các liên minh với các vương quốc Thái khác, dùng Phật giáo Thượng tọa bộ làm quốc giáo với sự giúp đỡ của các nhà sư Ceylon. Intradit truyền ngôi cho con trai là Pho Khun Ban Muang, và năm 1278 đến lượt em trai là Pho Khun Ramkhamhaeng kế vị. Dưới thời vua Ramkhamhaeng Đại Đế, Sukhothai trải qua một thời kỳ hoàng kim thịnh vượng. Ramkhamhaeng đã có công tạo ra bảng chữ cái Thái (được coi là có niên đại vào năm 1283, dựa trên chứng cứ là văn bia Ramkhamhaeng gây nhiều tranh cãi, văn bia này được cho là lưu giữ dạng cổ nhất của chữ viết Thái. Vào thời đỉnh cao của mình, ảnh hưởng của vương quốc này trải dài từ Martaban (nay thuộc Myanmar) đến Luang Prabang (nay thuộc Lào) và xuống tận bán đảo Mã Lai cho đến phía Nam tận Nakhon Si Thammarat, phạm vi ảnh hưởng của vương quốc này rộng hơn nhiều so với lãnh thổ Thái Lan ngày nay, dù mức độ kiểm soát thực tế không như tầm ảnh hưởng.
Sau khi Ramkhamhaeng băng hà, con trai ông là Loethai kế vị. Các vương quốc chư hầu lần lượt giành độc lập, đầu tiên là Uttaradit ở phía Bắc, và ngay sau đó là các vương quốc Lào Luang Prabang và Viêng Chăn. Lan Na giành quyền kiểm soát Tak, một trong những thành thị đầu tiên dưới quyền kiểm soát của Sukhothai. Về phía Nam, thành Suphanburi giàu có cũng sớm ly khai khỏi triều Loethai. Do đó, vương quốc này đã nhanh chóng suy giảm về lại với tầm vóc của thời kỳ đầu. Trong khi đó, Ayutthaya trở nên hùng mạnh, và cuối cùng vào năm 1378, vua Thammaracha II của Sukhothai đã phải chịu thuần phục cường quốc mới này.
Silajaruek Sukhothai (Các bản chạm khắc đá của vương quốc Sukhothai) là hàng trăm viên đá có chạm khắc chữ ghi lại lịch sử của giai đoạn này. Trong số này, quan trọng nhất là Silajaruek Pokhun Ramkamhaeng (Bản khắc đá của vua Ramkamhaeng), Silajaruek Wat Srichum (một ghi chép về lịch sử của khu vực và của Srilanka), và Silajaruek Wat Pamamuang (một bản ghi chép tôn giáo - chính trị của vua Loethai).
Sukhothai trở thành chư hầu của quốc gia Ayutthaya giữa 1365 và 1378. Năm 1412, Ayutthaya đã dựng lên một thái thú và vua Thammaracha IV được Ayutthaya đưa lên ngôi. Khoảng năm 1430, Thammaracha dời đô đến Phitsanulok. Sau cái chết của ông năm 1438, vương quốc này bị hạ xuống chỉ còn là một tỉnh của Ayutthaya.

## Các vị vua của Sukhothai
| STT                              | Ảnh tượng | Tên                                              | Năm sinh         | Tức vị | Băng hà | Ghi chú                                                                                      |
| -------------------------------- | --------- | ------------------------------------------------ | ---------------- | ------ | ------- | -------------------------------------------------------------------------------------------- |
| 1                                |           | Pho Khun Si Inthrathit (Pho Khun Bang Klang Hao) | 1188             | 1238   | 1270    | • Tước hiệu Pho Khun đầu tiên của Thái Lan • Nhà cai trị đầu tiên của Sukhothai              |
| 2                                |           | Pho Khun Ban Mueang                              | khoảng 1237      | 1270   | 1279    | • Con trai Si Inthrathit                                                                     |
| 3                                |           | Pho Khun Ram Khamhaeng Đại đế (Pho Khun Ramarat) | khoảng 1237/1247 | 1279   | 1298    | • Em trai Ban Mueang • Nhà cai trị đầu tiên của Thái Lan được tôn danh hiệu Maharat (Đại đế) |
| 4                                |           | Phaya Loe Thai                                   | khoảng 1262      | 1298   | 1323    | • Con trai Ram Khamhaeng • Tước hiệu Phaya đầu tiên của Thái Lan                             |
| 5                                |           | Phaya Ngua Nam Thum                              | khoảng 1266      | 1323   | 1347    | • Em họ Loe Thai                                                                             |
| 6                                |           | Phaya Li Thai (Phra Maha Thammaracha I)          | khoảng 1300      | 1347   | 1368    | • Em họ Ngua Nam Thum • Tước hiệu Phra đầu tiên của Thái Lan                                 |
| Chư hầu của Vương quốc Ayutthaya |           |                                                  |                  |        |         |                                                                                              |
| 7                                |           | Phaya Lue Thai (Phra Maha Thammaracha II)        | ?                | 1368   | 1399    | • Con trai Li Thai                                                                           |
| 8                                |           | Phaya Saileuthai (Phra Mahathammaracha III)      | ?                | 1400   | 1419    | • Con trai Luethai                                                                           |
| 9                                |           | Phaya Borommapan (Phra Mahathammaracha IV)       | ?                | 1419   | 1438    | • Con trai Sailuethai                                                                        |

## Phật giáo

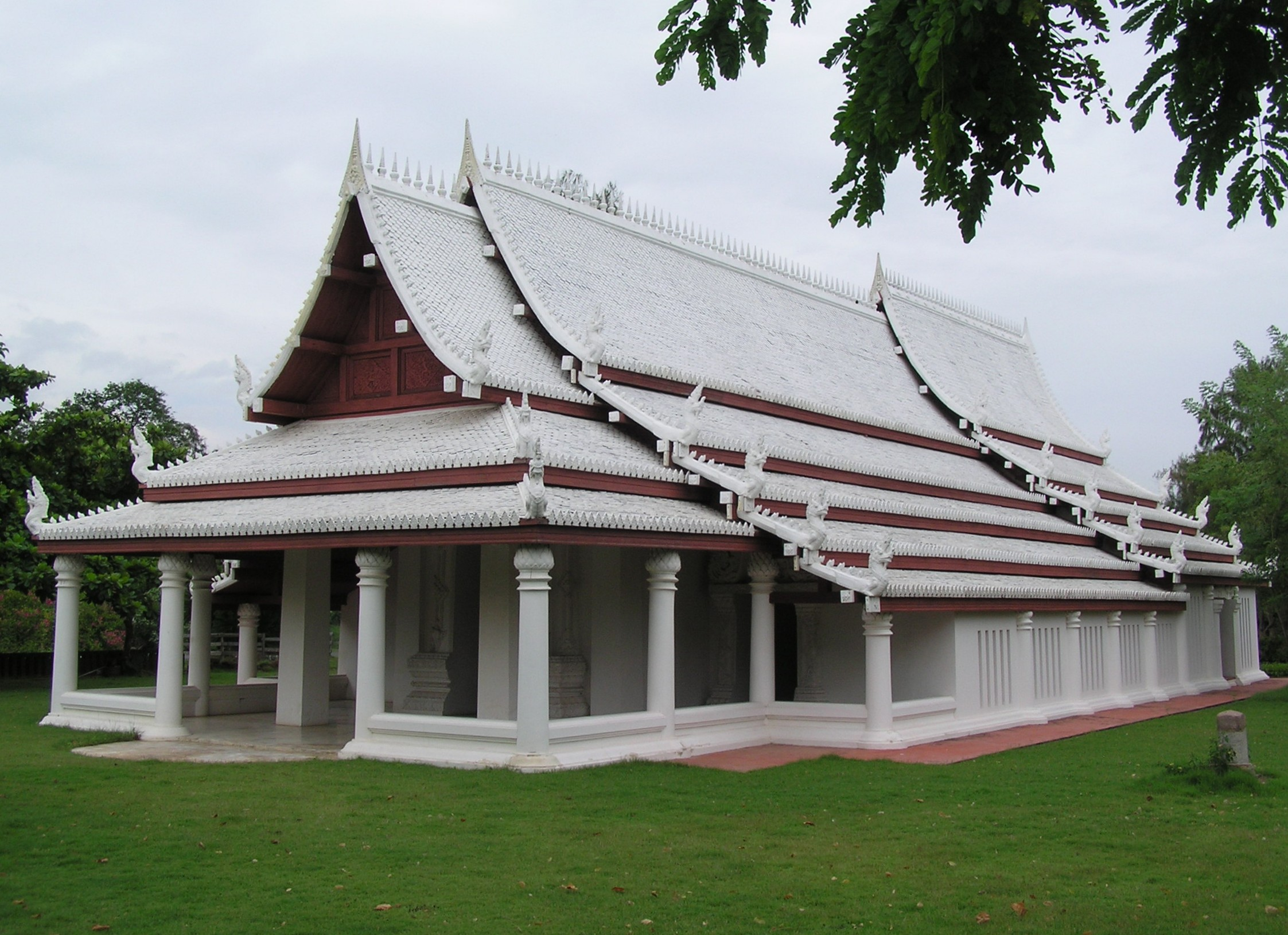
Đền hoàng gia Sukhothai, bản sao ở Muang Boran

Các đền đài, tự viện Phật giáo của vương quốc này được xây dựng kiên cố bằng đá trong khi hoàng cung, dinh thự, nhà ở..được xây dựng bằng gỗ và không còn tồn tại. Những kiến trúc bằng đá của Sukhothai thể hiện nhiều phong cách kiến trúc từ các di chỉ Phật giáo thuộc nhiều nền văn hóa khác nhau bao gồm: kiến trúc trước đó của dân tộc Môn trong vùng, kiến trúc Khmer và các chi tiết kiến trúc từ di chỉ Phật giáo Sri Lanka.
Quần thể kiến trúc Phật giáo quan trọng nhất ở đây là Wat Mahathat. Nó gồm một cụm 200 bảo tháp, mười phòng hội là những đền chùa khác. Các công trình này được sắp hàng theo trục Đông - Tây. Tâm của Wat Mahathat là một bảo tháp cao, trên cùng có phần búp sen, chi tiết của kiến trúc Phật giáo Thái Lan. Những tháp nhỏ hơn được xây bao quanh bảo tháp, được làm bằng gạch và trát vữa. Có nhiều loại tượng có kích thước ngang tầm người hoặc rất to lớn, đồ sộ ở nơi đây.